# Трамвай у Константіні
Трамвай у Константіні (фр. Tramway de Constantine) — діюча трамвайна мережа у місті Константіна, Алжир. Перша черга завдовжки 8,9 км з 10 зупинками між Ben-Abdelmalek-Ramdhan stadium та Zouaghi відкрито 4 липня 2013 року.
Будівництво трамвайної мережі велося італійською будівельною компанією Pizzarotti, що відповідала за інженерні послуги і транспортну інфраструктуру та Alstom що постачала обладнання .
Вартість будівництва трамвайної мережі у Костянтіні склало 44 млрд динарів і, таким чином перивищило втричі первісний кошторис.
Рухомий склад — 27 потягів типу Citadis 402 виробництва Alstom.

## Ресурси Інтернету
- Straßenbahn Constantine auf urbanrail.net
- Oran: Alstom dostarczy 57 tramwajów Citadis dla algierskich miast Oran oraz Constantine